# Jayme de Almeida (ur. 1953)
Jayme, właśc. Jayme de Almeida Filho (ur. 17 marca 1953 w Rio de Janeiro) – piłkarz brazylijski, występujący podczas kariery na pozycji środkowego obrońcy.

## Kariera klubowa
Jayme swoją piłkarską karierę rozpoczął w klubie CR Flamengo w 1973. W barwach Fla Jayme zadebiutował 17 marca 1974 w zremisowanym 1-1 meczu derbowym z CR Vasco da Gama zadebiutował w lidze brazylijskiej. Z Flamengo zdobył mistrzostwo stanu Rio de Janeiro – Campeonato Carioca w latach 1974. W barwach rubro-negro rozegrał 198 meczów, w których zdobył 3 bramki. W 1978 był zawodnikiem Botafogo FR.
W latach 1978–1980 występował w São Paulo FC. W barwach São Paulo 18 maja 1980 w wygranym 3-2 meczu z Fluminense FC Jayme po raz ostatni wystąpił w lidze. Ogółem w latach 1974–1980 rozegrał w lidze 75 spotkań, w których strzelił bramkę. W 1980 był zawodnikiem Sportu Recife, z którym zdobył mistrzostwo stanu Pernambuco – Campeonato Pernambucano. W następnych latach występował w Guarani FC, Santa Cruz Recife oraz São Cristóvão Rio de Janeiro, w którym zakończył karierę w 1983.

## Kariera reprezentacyjna
Jayme w reprezentacji Brazylii zadebiutował 19 maja 1976 w wygranym 2-0 meczu z reprezentacji Argentyny w Copa Julio Roca 1976. Ostatni raz w reprezentacji Jayme wystąpił 2 czerwca 1976 w wygranym 4-3 towarzyskim meczu z meksykańskim klubem Pumas UNAM.
| Mecze i gole w reprezentacji | Mecze i gole w reprezentacji | Mecze i gole w reprezentacji | Mecze i gole w reprezentacji | Mecze i gole w reprezentacji | Mecze i gole w reprezentacji | Mecze i gole w reprezentacji |
| #                            | Data                         | Miasto                       | Przeciwnik                   | Gol                          | Wynik                        | Rozgrywki                    |
| ---------------------------- | ---------------------------- | ---------------------------- | ---------------------------- | ---------------------------- | ---------------------------- | ---------------------------- |
| 1.                           | 19.05.1976                   | Rio de Janeiro               | Argentyna                    |                              | 2:0                          | Copa Julio Roca 1976         |
| N2.                          | 02.06.1976                   | San Francisco                | Pumas UNAM                   |                              | 4:3                          | towarzyski                   |